# Премія Ніренберга
Премія Ніренберга (англ. Nierenberg Prize for Science in the Public Interest) — щорічна американська премія за видатний внесок у науку в інтересах суспільства.

## Коротка характеристика
Присуджується Scripps Institution of Oceanography, починаючи з 2001 року. Лауреату вручається бронзова медаль і грошова винагорода у розмірі 25 тисяч доларів США.
Дана відзнака була створена завдяки дару сім'ї Вільяма Ніренберга (англ. William Nierenberg, 1919—2000), члена НАН США, з метою вшанування його пам'яті.

## Лауреати
- 2022 — Jesse H. Ausubel[en][2]
- 2021 — Воррен Вашингтон[en][3]
- 2019 — Дженніфер Даудна
- 2018 — Сванте Паабо
- 2017 — Чарльз Френк Болден
- 2016 — не присуджувалася
- 2015 — Мартін Джон Ріс
- 2014 — Майкл Поллан
- 2013 — Джеймс Кемерон
- 2012 — Даніель Паулі
- 2011 — не присуджувалася
- 2010 — Айра Флетоу
- 2009 — Річард Докінз
- 2008 — Джеймс Гансен
- 2007 — Крейг Вентер
- 2006 — Гордон Мур
- 2005 — Девід Аттенборо
- 2004 — Джейн Гудолл
- 2003 — Джейн Любченко
- 2002 — Волтер Кронкайт
- 2001 — Едвард Осборн Вілсон